# Peter Žulj
Peter Žulj (sinh 9 tháng 6 năm 1993) là một cầu thủ bóng đá Áo thi đấu cho Anderlecht.

## Sự nghiệp
Žulj được đào tạo bởi hệ thống trẻ của SK Rapid Wien, nhưng anh chưa bao giờ xuất hiện trong đội hình chính của câu lạc bộ. Sau các lần cho mượn tại Giải bóng đá hạng nhất quốc gia Áo với SV Grödig và TSV Hartberg, anh gia nhập đội bóng của Giải bóng đá vô địch quốc gia Áo Wolfsberger AC tháng 1 năm 2014. Một tháng sau, anh được gọi vào U-21 Áo lần đầu tiên.

## Cuộc sống cá nhân
Peter được sinh ra ở Áo và có gốc Croatia. Peter Žulj là em trai của Robert Žulj, cũng là một cầu thủ bóng đá chuyên nghiệp.